# Cantilafont
El Cantilafont és un festival de música, gastronomia i arts escèniques (especialment circ) que se celebra anualment al Lluçanès. La primera edició va tenir lloc a Prats de Lluçanès l'any 2013 i des de llavors s'ha celebrat cada any vora una font d'un poble diferent de la comarca, durant el mes de juliol. El festival va néixer amb l'objectiu de descentralitzar la cultura i acostar-la al territori.
La primera edició del festival va reunir unes 250-300 persones, però des de llavors s'ha anat consolidant, arribant a més de 3.000 assistents a la sisena edició, el 2018. El festival ha anat ampliant el cartell i ha atret cada vegada artistes de més renom, com Mishima, Pau Vallvé, Clara Peya, el Petit de Ca l'Eril o Mazoni, entre molts altres, fins a convertir-se en una referència cultural del Lluçanès.
Els organitzadors del Cantilafont, l'Associació Voraviu Produccions Culturals, busquen combinar artistes musicals i d'arts escèniques de diferents perfils (consolidats, emergents, del territori) i promoure productes gastronòmics locals. L'aposta pel circ, un dels trets distintius del festival, es deu a «la intenció de voler trencar els esquemes d'aquesta disciplina i portar propostes contemporànies a llocs rurals on, si no, no hi arribarien. Gràcies al circ el públic acaba sent més familiar». Els artistes són majoritàriament dels Països Catalans, si bé també hi participen artistes internacionals.
El 2020 es va crear el cicle "Brots del Cantilafont", sorgit arran de la cancel·lació de l'edició d'aquell any a causa de la pandèmia de Covid 19, que es va celebrar el desembre de 2020 a Sant Bartomeu del Grau, a les naus de la Puigneró.

## Edicions del festival
- 2013: Les tres fonts, Prats de Lluçanès, 27 de juliol: Kiar, Joana Serrat, Martí Barcons DJ.
- 2014: La Font Gran, Olost, 19 de juliol: Laia Vehí, Carles Bleda i Marc Serrats, Koulomek.
- 2015: Jardins de la Torre, Alpens, 11 de juliol: Vol Dement, Hotel Iocandi (circ), Ian Sala, Roger Mas.
- 2016: Sobremunt, 16 de juliol: En Diciembre, La Fem Fatal (circ), Guillem Roma, Inspira, Steve Smyth, Est Oest, Miqui Puig Dj Set.
- 2017: Santa Eulàlia de Puig-oriol, 15 de juliol: Marilen Ribot, Espera (circ), XY, Joan Colomo, Mazoni, Bigott, Zulu Zulu.
- 2018: Sant Boi de Lluçanès, 14 de juliol: CIA Planeta Trampolí, Quim Bigas, Madame Glauc Cia (dansa i circ), Mishima, Max Meser, El Petit de Ca l'Eril, Jo Jet i Maria Ribot, Nyandú, Bearoid.
- 2019: Oristà, 20 de juliol de 2019: Joan Català, Amer i Àfrica Circ cia, Yldor Llach (arts del moviment), Enric Montefusco, Will and the People, Pau Vallvé, Clara Peya, Lauren Nine, Playback Maracas, Dj Eneida Fever.
- 2020: Previst pel 17 i 18 de juliol, a Sant Bartomeu del Grau, i amb alguns artistes ja confirmats com Núria Graham o Da Souza,[9] la vuitena edició es va cancel·lar a causa de la pandèmia de Covid-19 d'aquell any, ajornant-la a 2021.[10] Arran d'aquesta cancel·lació, es va celebrar el cicle brots durant desembre 2020, que va comptar amb Maria Jaume, Lu Rois o la companyia Hotel locandi.[8]